# Drago Ivanuša
Drago Ivanuša, slovenski skladatelj, harmonikar in pianist, * 22. marec 1969, Murska Sobota.
Ustvarja na področju gledališke in filmske glasbe, objavil je sedem samostojnih albumov, kot pianist in harmonikar se pojavlja na projektih drugih glasbenikov.    
Ustvaril je tudi glasbo za nekaj več deset reklamnih spotov.

## Zasebno

### Bolezen
Ima diseminirani plazmocitom, obliko krvnega raka, ki načenja njegove kosti. Diagnozo so mu postavili leta 2011 po bolečinah v hrbtu.

## Filmska glasba
- Selfie brez retuše (2016)
- Dekleta ne jočejo (2015)
- Avtošola (2015)
- Srečen za umret (2013)
- Circus Fantasticus (2011)
- Vampir z Gorjancev (2008)
- Ruševine (2004)
- Kruh in mleko (2001)
- Porno film (2000)
- V leru (1999)